# اگره (دامغان)
اگره، روستایی است از توابع بخش مرکزی شهرستان دامغان در استان سمنان ایران. این روستا در چند کیلومتری روستاهای سیاه‌پره و سرخده جای دارد.

## جمعیت
این روستا از توابع دهستان رودبار است و بر پایهٔ سرشماری ۱۳۸۵ ، شمار باشندگانش ۴۸ نفر (۲۴ خانوار) بوده‌است.

## بن‌مایه
1. ↑  «دیدار نماینده و تنی جند از مسئولین دامغان از روستاهای سیاه پره ، سرخده، اگره». وب‌سایت شخصی دکتر عبدالرحمان رستمیان. بایگانی‌شده از اصلی در ۱۴ ژوئیه ۲۰۱۴. دریافت‌شده در ۵ ژوئیه ۲۰۱۴.